# Septembre 1972

## Évènements
- 1er septembre : l'américain Bobby Fischer à 29 ans devient champion du monde des échecs en battant le champion du monde sortant, le russe Boris Spassky, à l'issue d'un match mémorable.

- 3 septembre : élections législatives en république khmère (Cambodge) ; le Parti social républicain proche du pouvoir rafle la totalité des sièges.

- 5 septembre : prise d'otages des Jeux olympiques de Munich. Assassinat de 2 membres de l'équipe olympique israélienne par un commando de huit Palestiniens (groupe Septembre noir), puis de 9 autres le lendemain 6 septembre, soit 11 athlètes au total.

- 6 septembre, France : le gouvernement rend public son plan social.

- 10 septembre (Formule 1) : en remportant, sur le circuit de Monza, le Grand Prix d'Italie, au volant d'une Lotus-Ford, Emerson Fittipaldi devient champion du monde de Formule 1, alors qu'il reste deux épreuves à disputer avant la fin de la saison.

- 14 septembre : rétablissement des relations diplomatiques entre la RFA et la Pologne.

- 21 septembre (Philippines) : après des manifestations et une nouvelle campagne de guérillas paysannes, conduites par un nouveau parti communiste, le président Ferdinand Marcos instaure la loi martiale (fin en 1981) tout en annonçant un programme de réformes sociales et économiques. Dans le même temps, la corruption et le népotisme s’aggravent, Marcos distribuant faveurs et passe-droits à ses amis et associés des milieux d’affaires, en échange d’une part généreuse des profits réalisés.

- 25 septembre :
  - référendum sur l'adhésion de la Norvège aux Communautés européennes ;
  - rétablissement des relations diplomatiques entre la Chine et le Japon.

## Naissances
- 5 septembre : Hassen Chalghoumi, imam français.
- 6 septembre : Idris Elba, acteur et musicien britannique et sierra-léonais.
- 7 septembre : Matthieu Gonet, pianiste, chef d'orchestre.
- 8 septembre : Os du Randt, rugby à XV sud-africain.
- 11 septembre : Yves Mpunga, homme politique congolais.
- 14 septembre :
  - Olivier Balez, illustrateur et auteur de bande dessinée français.
  - David Bell, ancien joueur de baseball professionnel américain.
  - Jenny Colgan, romancière britannique.
  - Jens Deimel, sauteur à ski et spécialiste allemand du combiné nordique.
  - Catharina de Habsbourg, archiduchesse d'Autriche et princesse de Hongrie et de Bohême.
  - Nakamura Shidō II (Mikihiro Ogawa dit), acteur japonais de kabuki et de cinéma japonais.
  - Peter Németh, footballeur international slovaque.
  - Billy Shearsby, coureur cycliste australien.
  - Cristian Zorzi, fondeur italien.
- 17 septembre : Daniel Banio Debho, homme politique de la République démocratique du Congo.
- 19 septembre  : Anne-Claire Simon , chanteuse professionnelle de karaoké
- 21 septembre : Liam Gallagher, chanteur britannique du groupe Oasis.
- 23 septembre : 
  - Sam Bettens, auteur-compositeur-interprète belge.
  - Umaro Sissoco Embaló, homme d'État Bissau-guinéen.
- 24 septembre : Pierre Amine Gemayel, homme politique libanais († 21 novembre 2006).
- 27 septembre : 
  - Gwyneth Paltrow, actrice américaine.
  - Bibian Mentel-Spee, snowboardeur néerlandaise († 29 mars 2021).
- 28 septembre : Dita Von Teese, chanteuse, actrice, danseuse et mannequin américaine dans le style Pin-up vintage.
- 29 septembre : Martinez Zogo, journaliste camerounais († 17 janvier 2023).

## Décès
- 15 septembre : Ásgeir Ásgeirsson, homme politique islandais (° 13 mai 1894).
- 19 septembre : Ernst Oberdörster, homme politique communiste allemand (° 6 avril 1888).
- 21 septembre : Henry de Montherlant, romancier, essayiste, auteur dramatique et académicien français (° 1895).
- 27 septembre : Shiyali Ramamrita Ranganathan mathématicien et bibliothécaire indien (° 1892).